# Кравченко Ігор Євгенович
Ігор Євгенович Кравченко (нар. 9 квітня 1947, Київ) — український письменник, прозаїк, літературний критик; член Спілки письменників України з 1976 року. Син Євгена, брат Андрія Кравченків. 

## Життєпис
Закінчив Одеський університет (1970).
Працював:
- 1971–74 рр. — у редакції газети «Літературна Україна», Київ;
- 1974–76 рр. — у видавництві «Радянський письменник», Київ;
- 1976–79 рр. — референтом апарату СПУ, Київ;
- 1979–83 рр. — завідувач редакції критики журналу «Вітчизна», Київ;
- 1995—2003 рр. — старший науковий співробітник Українського центру культурних досліджень, Київ.

## Творчий доробок
Збірки літературно-критичних статей «Іти верхів'ям» (1981) і «Погляд у майбутнє» (1986; обидві — Київ).
Основні твори
Солдатський острів: Повість. 1977; Чигир-трава: Есе. 1981; Коралові краплі після дощу: Повісті. 1986; Переселенці: Роман. 1988 (усі — Київ).